# Romina Lozano
Romina Lozano Saldaña (Bellavista, San Martín, 6 de noviembre de 1996) es una modelo peruana, ganadora del concurso de belleza Miss Perú 2018 y representó a Perú en el concurso Miss Universo 2018.

## Vida personal
Lozano nació en el distrito de Bellavista, en el departamento de San Martín en Perú. Actualmente vive en Lima. Se graduó de Aviación Comercial y está haciendo su segundo título en Ciencias de la Nutrición.

## Concursos de belleza

### Elite Model Look Perú 2016
Lozano participan en el Elite Model Model Look Perú 2016, donde eligen una modelo para representar al Perú en el concurso internacional Elite Model Look, compitiendo sin éxito.

### Miss Callao 2017
Lozano compitió en Miss Callao 2017, que se llevó a cabo la noche del 18 de febrero de 2017, donde ganó y fue coronada por Valeria Piazza, la Miss Perú 2016.

### Miss Perú 2018
Al igual que Miss Callao 2017, representó a Callao en el Miss Perú 2018, que se llevó a cabo en el Teatro Municipal de Lima, el 29 de octubre de 2017, cuyo evento se convirtió en la plataforma más polémica de Miss Perú, donde promueve la oposición a la violencia contra la mujer, con un promedio de 23 candidatas anunciando las medidas de violencia cotidiana que sufren las mujeres en el Perú. Finalmente Lozano resultó ganadora y fue coronada por la saliente Prissila Howard de Piura, Miss Perú 2017.

### Miss Universo 2018
Como Miss Perú 2018, Lozano compitió en el certamen de Miss Universo 2018 pero no se ubicó en el Top 20.

### Miss Charm 2021
Romina fue elegida para representar a Perú en Miss Charm 2021, pero debido a la cancelación de la competencia por la pandemia de COVID-19, no participó en ese año, ni en la primera edición en 2023.

## Televisión
- Esto es guerra (2018), competidora.
- La Tinka (desde 2025), presentadora.